# Halowe Mistrzostwa Europy w Lekkoatletyce 1977 – bieg na 60 m mężczyzn
Bieg na 60 metrów mężczyzn – jedna z konkurencji biegowych rozgrywanych podczas halowych lekkoatletycznych mistrzostw Europy w hali Velódromo de Anoeta w San Sebastián. Eliminacje, półfinały i bieg finałowy zostały rozegrane 12 marca 1977. Zwyciężył reprezentant Związku Radzieckiego Wałerij Borzow, który tym samym obronił tytuł zdobyty na poprzednich mistrzostwach.

## Rezultaty

### Eliminacje
Rozegrano 4 biegi eliminacyjne, do których przystąpiło 18 biegaczy. Awans do półfinału dawało zajęcie jednego z pierwszych dwóch miejsc w swoim biegu (Q). Skład półfinałów uzupełniło czterech zawodników z najlepszym czasem wśród przegranych (q).
Opracowano na podstawie materiału źródłowego.
Bieg 1
| Miejsce | Zawodnik          | Czas | Uwagi |
| ------- | ----------------- | ---- | ----- |
| 1       | Wałerij Borzow    | 6,82 | Q     |
| 2       | Josep Carbonell   | 6,86 | Q     |
| 3       | Iwajło Karaniotow | 6,87 | q     |
| 4       | Frank Verhelst    | 7,02 |       |

Bieg 2
| Miejsce | Zawodnik            | Czas | Uwagi |
| ------- | ------------------- | ---- | ----- |
| 1       | Klaus-Dieter Kurrat | 6,76 | Q     |
| 2       | Tadeusz Tyszka      | 6,82 | Q     |
| 3       | Ján Chebeň          | 6,85 | q     |
| 4       | Gabriel Leroy       | 6,88 | q     |
| 5       | Arto Bryggare       | 6,90 |       |

Bieg 3
| Miejsce | Zawodnik            | Czas | Uwagi |
| ------- | ------------------- | ---- | ----- |
| 1       | Detlef Kübeck       | 6,72 | Q     |
| 2       | Christer Garpenborg | 6,73 | Q     |
| 3       | Zenon Licznerski    | 6,80 | q     |
| 4       | Juan Val            | 6,93 |       |
| 5       | Roger Martinelli    | 7,01 |       |

Bieg 4
| Miejsce | Zawodnik             | Czas | Uwagi |
| ------- | -------------------- | ---- | ----- |
| 1       | Marian Woronin       | 6,73 | Q     |
| 2       | Franco Fähndrich     | 6,80 | Q     |
| 3       | Ángel Ibañez         | 6,96 |       |
| 4       | Jean-Claude Amoureux | 6,97 |       |

### Półfinały
Rozegrano 2 biegi półfinałowe, w których wystartowało 12 biegaczy. Awans do finału dawało zajęcie jednego z trzech pierwszych miejsc w swoim biegu (Q).
Opracowano na podstawie materiału źródłowego.
Bieg 1
| Miejsce | Zawodnik            | Czas | Uwagi |
| ------- | ------------------- | ---- | ----- |
| 1       | Klaus-Dieter Kurrat | 6,70 | Q     |
| 2       | Detlef Kübeck       | 6,72 | Q     |
| 3       | Zenon Licznerski    | 6,72 | Q     |
| 4       | Tadeusz Tyszka      | 6,77 |       |
| 5       | Josep Carbonell     | 6,78 |       |
| 6       | Iwajło Karaniotow   | 6,80 |       |

Bieg 2
| Miejsce | Zawodnik            | Czas | Uwagi |
| ------- | ------------------- | ---- | ----- |
| 1       | Wałerij Borzow      | 6,65 | Q     |
| 2       | Marian Woronin      | 6,65 | Q     |
| 3       | Christer Garpenborg | 6,65 | Q     |
| 4       | Franco Fähndrich    | 6,75 |       |
| 5       | Ján Chebeň          | 6,83 |       |
| 6       | Gabriel Leroy       | 6,90 |       |

### Finał
Opracowano na podstawie materiału źródłowego.
| Miejsce | Zawodnik            | Czas |
| ------- | ------------------- | ---- |
| 1       | Wałerij Borzow      | 6,59 |
| 2       | Christer Garpenborg | 6,60 |
| 3       | Marian Woronin      | 6,67 |
| 4       | Klaus-Dieter Kurrat | 6,69 |
| 5       | Detlef Kübeck       | 6,75 |
| 6       | Zenon Licznerski    | 6,76 |